# Cedar (Kansas)
Cedar – miasto w Stanach Zjednoczonych, w stanie Kansas, w hrabstwie Smith.